# Philharmonie Baden-Baden
Die Philharmonie Baden-Baden ist das ständige Orchester Baden-Badens. 

## Geschichte
Seine Ursprünge lassen sich bis 1460 zurückverfolgen. Aus dem Jahre 1580 ist eine Auflistung des Instrumentariums und des Notenbestands des Orchesters des Markgrafen von Baden dokumentiert.
Zu dieser Zeit leitete der Kapellmeister Francesco Guami das Orchester. Weitere Opernaufführungen des Ensembles im kleinen Theater des neuen Schlosses sind ein Jahrhundert später dokumentiert.
Mit dem beginnenden 19. Jahrhundert wurden die Auftritte im Rahmen eines „Sommerorchesters“ erweitert, die auf der Promenade in den Sälen des Konversationshauses und im Theater der Stadt stattfanden. Die dort auftretenden Gastkünstler kamen vorwiegend aus dem böhmischen Raum. Ab dem Jahre 1859 fand dies dann ganzjährig statt.
Die Gäste des Orchesters gehen durch die Jahrhunderte und sind mit klangvollen Namen sowohl von der Seite der Komponisten als auch der Musiker besetzt. Als Beispiele: Franz Liszt, Hector Berlioz, Jacques Offenbach, Johann Strauss, Richard Strauss, Enrico Caruso, Igor Strawinsky, Placido Domingo, Anne-Sophie Mutter.
Das Ensemble tritt auch international auf z. B. China, Ukraine, Frankreich, Schweiz, Japan.
Im Rahmen der Carl Flesch Akademie bieten sie alljährlich einen Meisterkurs für Streicher an und sie arbeiten eng mit den Musikhochschulen in Mannheim, Karlsruhe, Zürich und Bern zusammen.
Sie sind auch aktiv in der Förderung junger Künstler und in der Jugend- und Kinderausbildung. In der Kinderförderung sind die alljährlichen zweisprachigen Kinderkonzerte in Zusammenarbeit mit dem französischen Kultusministerium zu nennen.
Seit 2022 ist Heiko Mathias Förster der Chefdirigent.

## Chronik
- 1460: Die Hofkapelle des Markgrafen von Baden wird gegründet
- 1580: Ein eigenes Orchester wird von den Markgrafen unterhalten
- 1820: Die Sommerkonzert beginnen
- 1824: Es wird dafür eine Bühne geschaffen da Konzertkiosk
- 1854: Nachdem die Säle des Kurhauses jetzt beheizt werden können, werden die Konzerte ganzjährig gegeben
- 1854: Die offizielle Gründung des Philharmonischen Orchesters Baden-Baden

## Diskographie
- Russian Arias, mit der Mezzosopranistin Vesselina Kasarova, 2015
- Adolf Jensen: Orchesterwerke, 2015
- Viola Concerts, Cecil Forsyth – Frank Martin – Max Bruch
- Piazzolla / Korngold, Astor Piazzolla – Erich Wolfgang Korngold
- Die Lions-Preisträgerkonzerte